# Fàcies hipocràtica
La fàcies hipocràtica (facies hippocratica en llatí) és el canvi produït en la cara per la mort imminent o la llarga malaltia, excessives evacuacions, fam, i similars.
"[Si l'aparença facial] es pot descriure de la següent manera: un nas afilat, els ulls enfonsats, les temples enfonsades, les orelles fredes i tenses i els seus lòbuls distorsionats, la pell de la cara dura, tensa i seca, color pàl·lid o lívid de la cara ... i si no hi ha una millora dins d'[un període especificat], cal entendre que aquest signe anuncia la mort."

La cara hipocràtica es diu així perquè va ser descrita per primera vegada per Hipòcrates.
Un terme relacionat és caquèxia.